# Miklós Boháty
Miklós Boháty (Fegyvernek, 6 dicembre 1935 – Budapest, 19 giugno 1983) è stato un cestista ungherese.

## Carriera
Con l'Ungheria ha disputato due edizioni dei Giochi olimpici (Roma 1960, Tokyo 1964) e tre dei Campionati europei (1959, 1961, 1963).